# جان شتاين
جان شتاين (بالإنجليزية: Jean Stein)‏ هي صحفية وكاتِبة أمريكية، ولدت في 1934 في لوس أنجلوس في الولايات المتحدة، وتوفيت في 30 أبريل 2017 في نيويورك في الولايات المتحدة.

## وصلات خارجية
- جان شتاين على موقع قاعدة بيانات برودواي على الإنترنت (الإنجليزية)